# Tramea virginia
Tramea virginia är en trollsländeart som först beskrevs av Jules Pièrre Rambur 1842.  Tramea virginia ingår i släktet Tramea och familjen segeltrollsländor. IUCN kategoriserar arten globalt som livskraftig. Inga underarter finns listade i Catalogue of Life.

## Bildgalleri

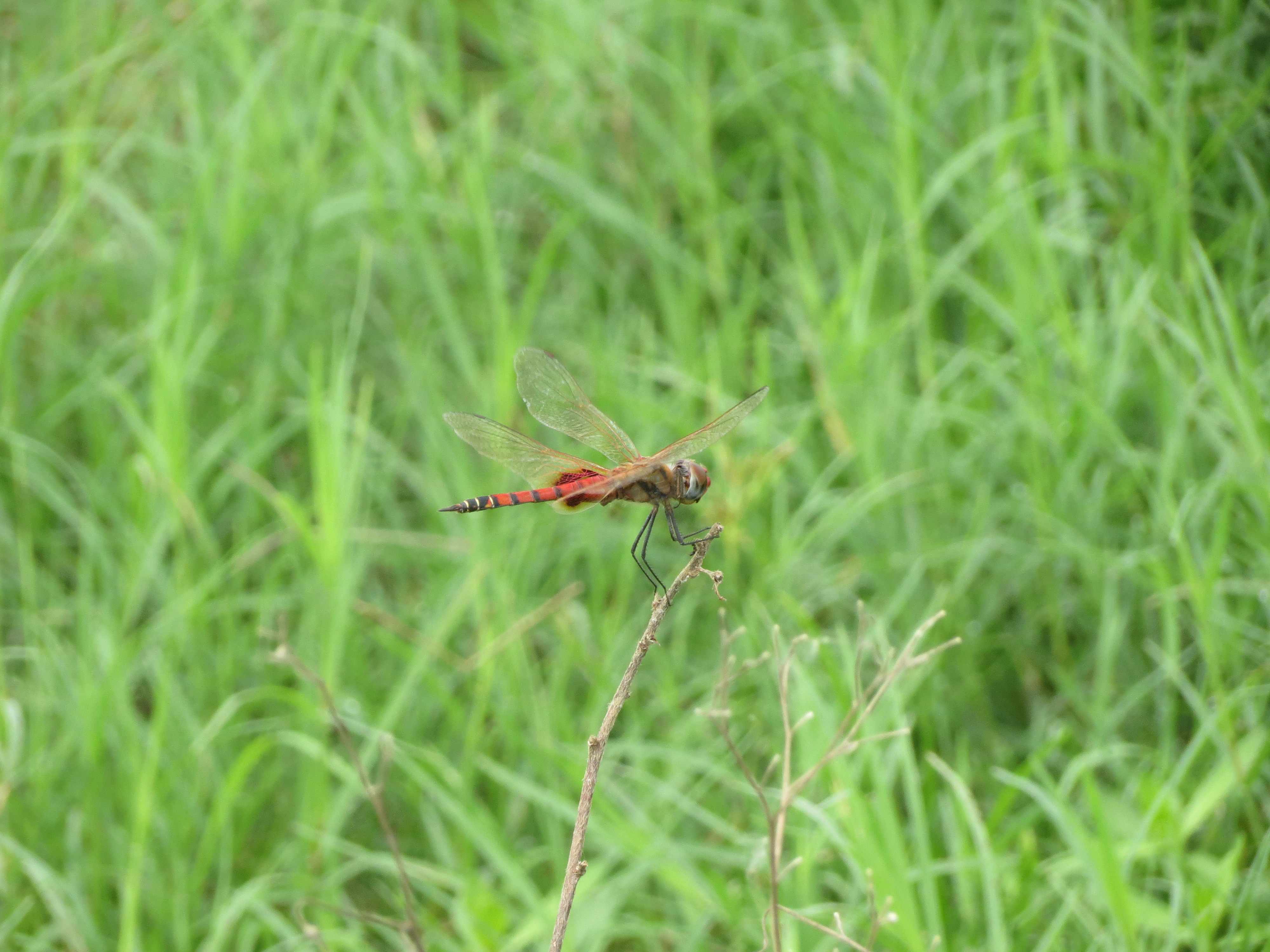